# Беналла
Бена́лла (англ. Benalla) — город в Австралии, штат Виктория. Центр района Беналла. Расположен в 40 км юго-западнее Вангаратта. Согласно переписи 2016 года, Беналла имел население 9 298 человек.

## История
Местность будущего города была обжита пастором Джозефом Докером в 1838 году и названа Беналта Ран, от аборигенного названия утки Biziura lobata. Сам же город был основан в 1846 году. Первое почтовое отделение открылось в 1844 году и до 1854 года назывался Брокен-Ривер' '.

## Социальная сфера
На реке Брокен-Ривер часто случаются наводнения, поэтому в районе города берег был укреплён дамбами, а на самом берегу развернут парк. В нём часто выставляют свои скульптуры местные художники. С 1967 года в местном розарии проводится ежегодный фестиваль роз.
Среди учебных заведений в городе есть региональный центр института Голбурн-Оуэнс, на базе которого в 2004 году была открыта картинная галерея при поддержке министра образования Линн Коски Линн Коски. В городе действует региональная драматическая академия ГРАДА.
Город имеет свои спортивные команды из австралийского футбола: Беналла, которая играет в лиге Голбурн-Валли, и Все Черные Беналла, которые играют в лиге Оуэнс и Кинг. Также здесь действуют конный гоночный клуб (существует даже кубок Беналла, проводимой в октябре), 2 гольфклуба. Возле города построена мототрасса для гонок.
Названием города названы два военных корабля Королевского Австралийского военно-морского флота HMAS Benalla (A 04) та HMAS Benalla (J323).

## Галерея

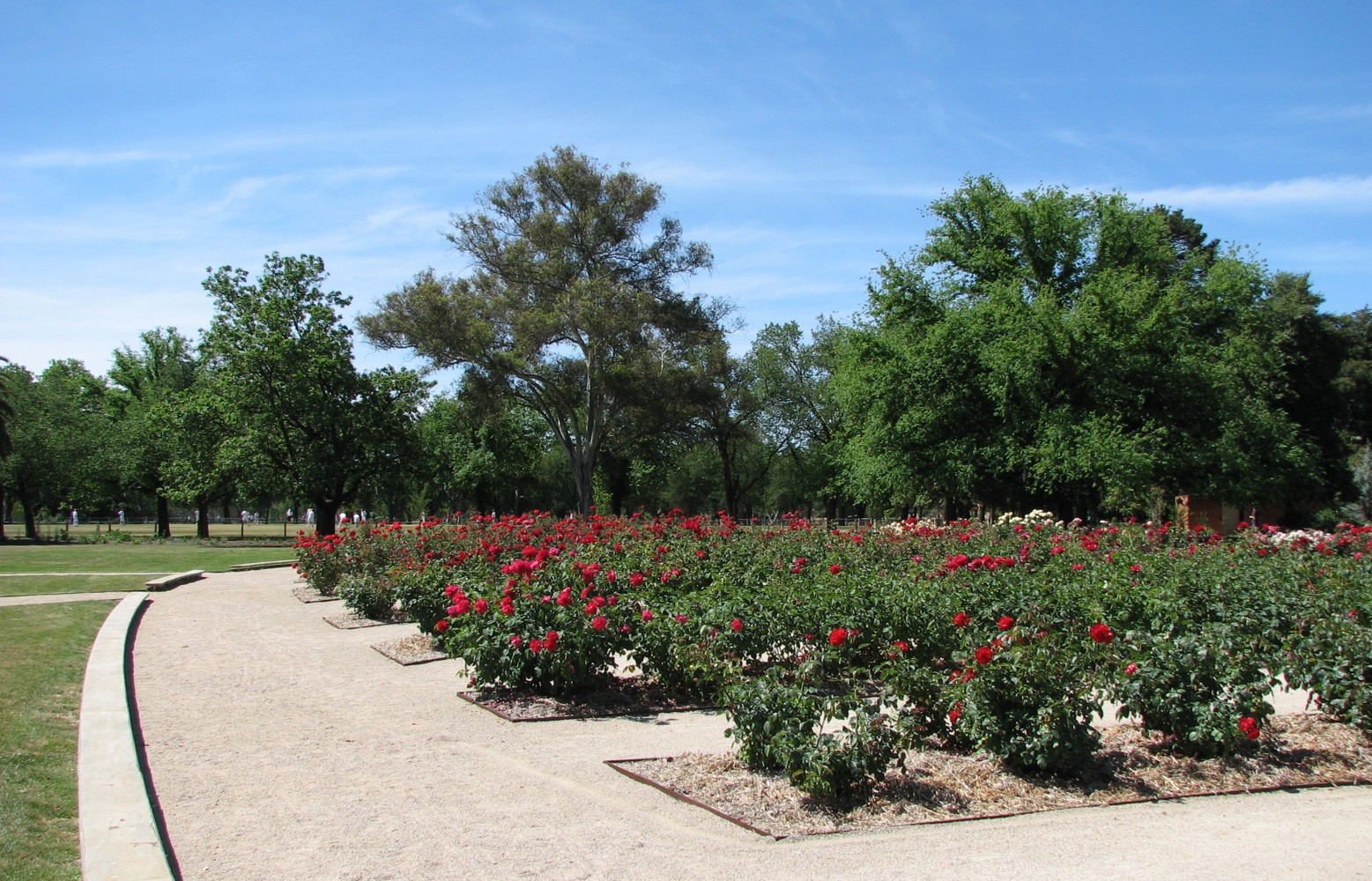
Местный розарий
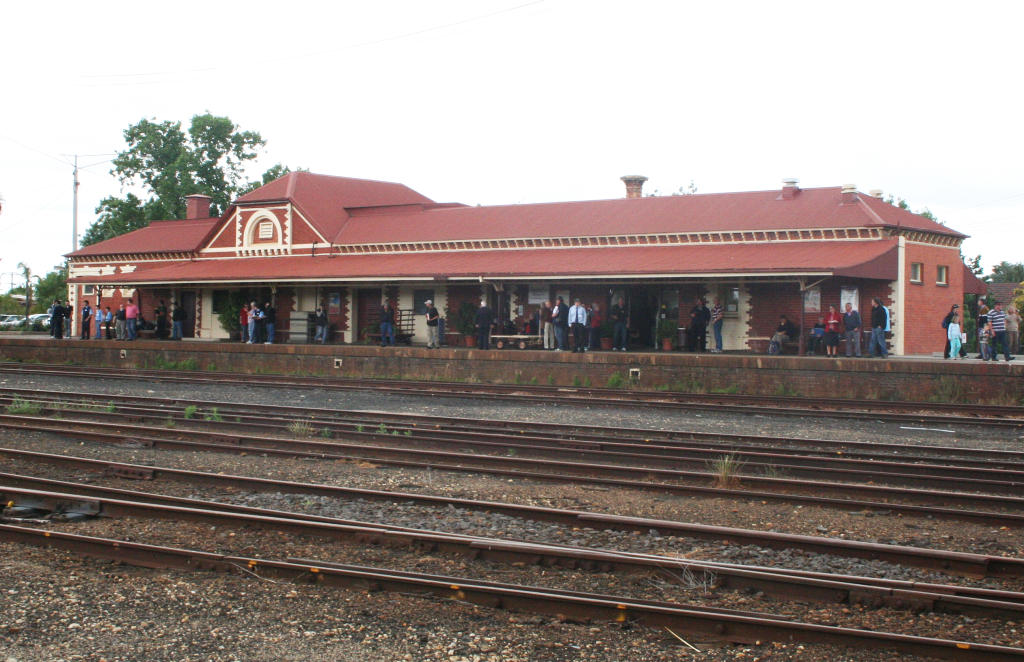
Железнодорожная станция Беналла
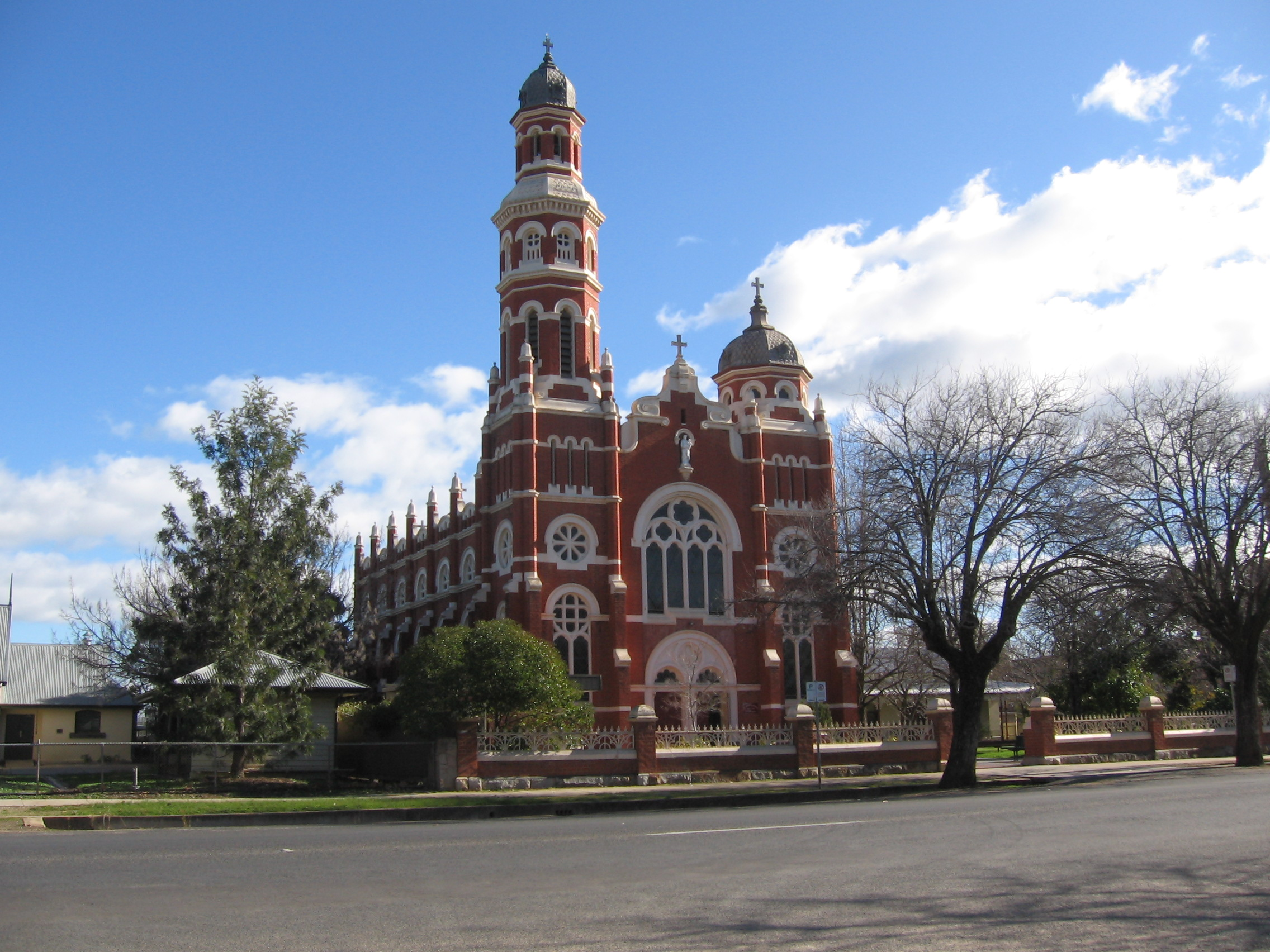
Католическая церковь
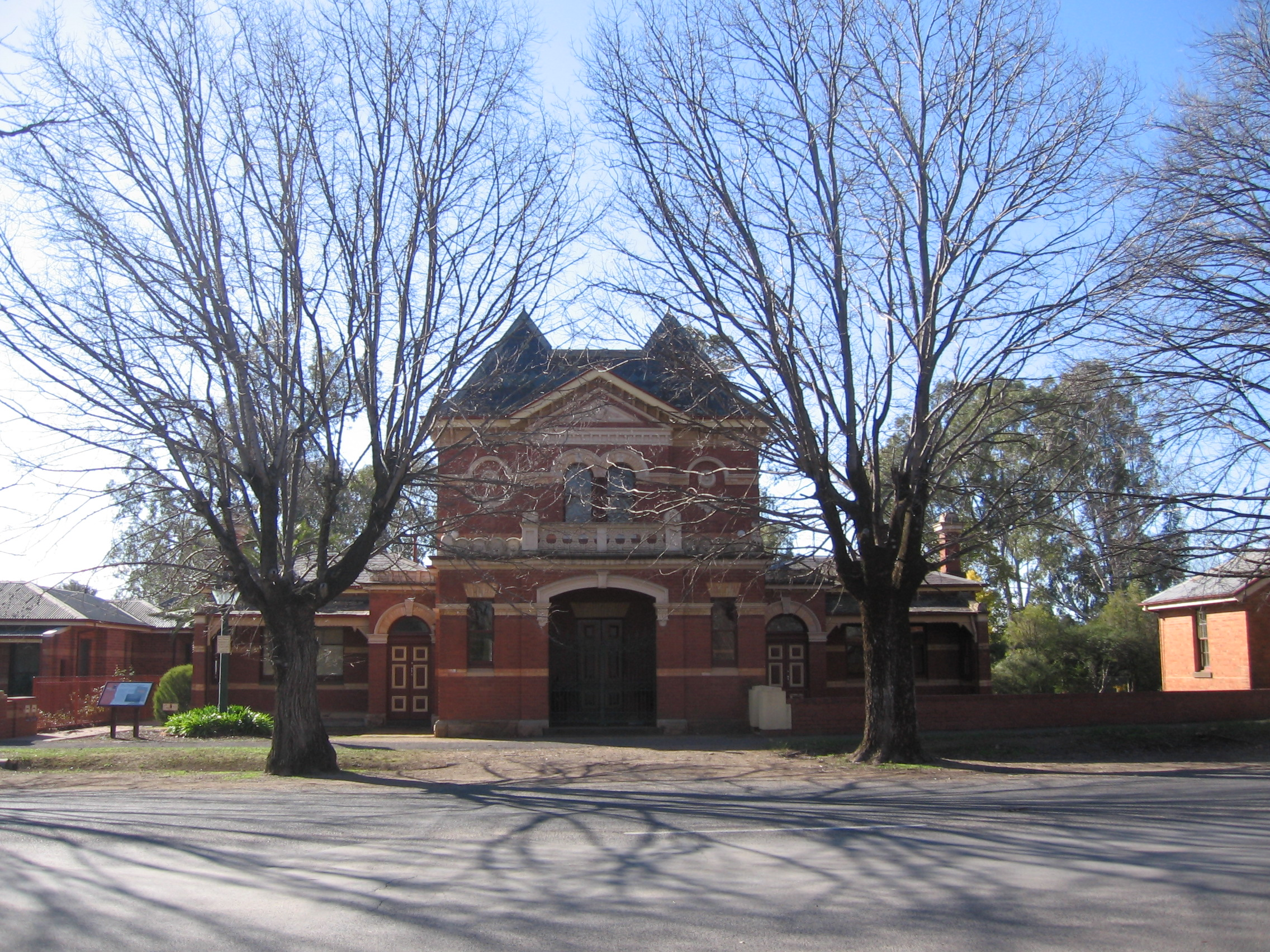
Старое здание суда
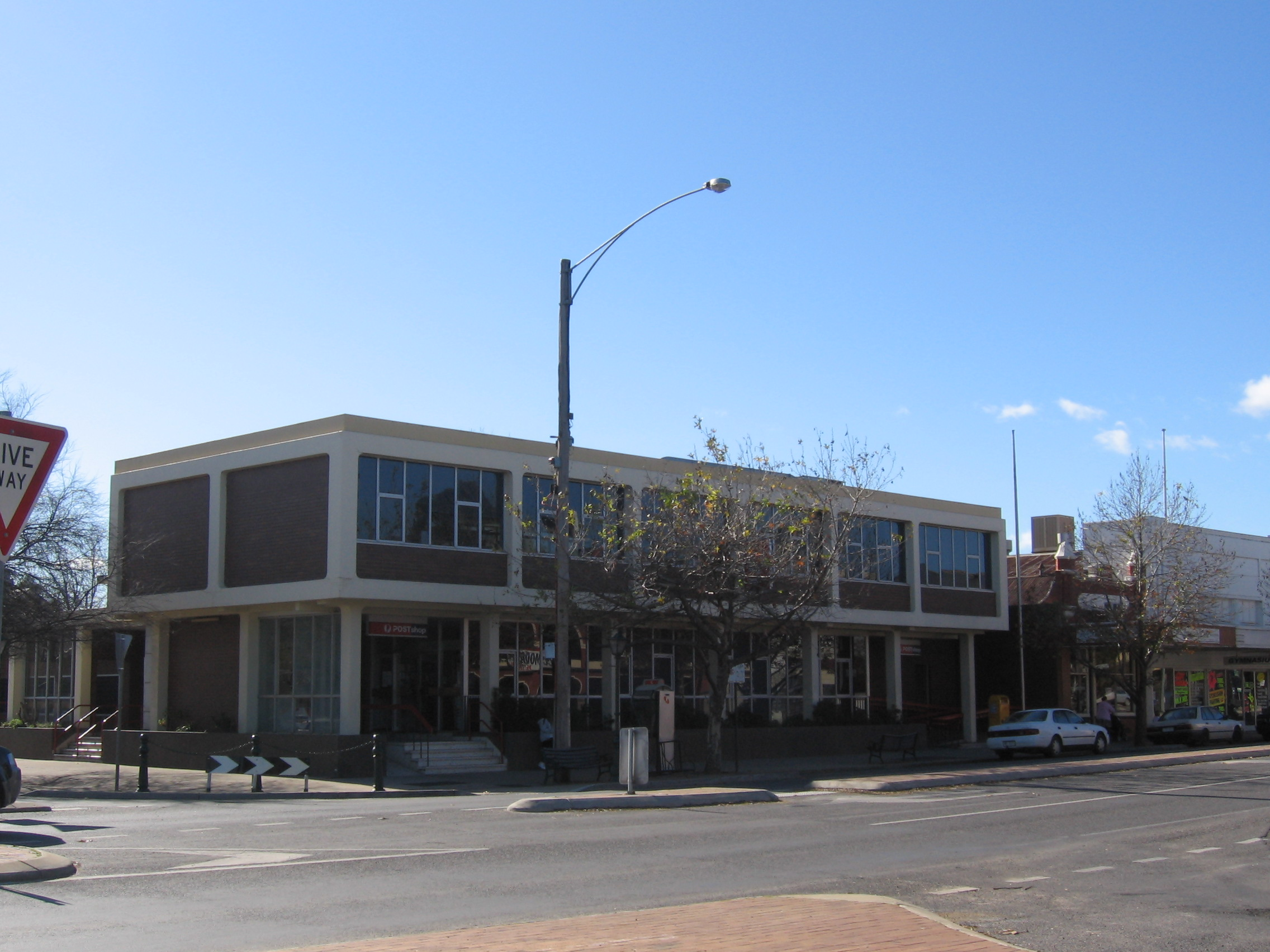
Почтовое отделение